# Jones Motor Car Company
Jones Motor Car Company war ein US-amerikanischer Hersteller von Kraftfahrzeugen.

## Unternehmensgeschichte
John J. Jones war als Automobilhändler für Ford reich geworden. Er gründete 1914 in Wichita in Kansas das Unternehmen zur eigenen Fahrzeugproduktion. Er stellte Personenkraftwagen und Nutzfahrzeuge her. Der Markenname lautete Jones. Zeitweise waren 985 Mitarbeiter beschäftigt. Am 20. Februar 1920 zerstörte ein Feuer zwei der fünf Gebäude des Werkes sowie 14 Komplettfahrzeuge und 50 bis 100 Karosserien. Die Nachkriegsrezession kam erschwerend dazu. Im August 1920 begann die Insolvenz.

## Personenkraftwagen
Alle Fahrzeuge hatte einen Sechszylindermotor von der Continental Motors Company. Von 1914 bis 1915 ergaben 85,725 mm Bohrung und 111,125 mm Hub 3848 cm³ Hubraum. Der Motor war mit 21,6 PS angegeben. Das Fahrgestell hatte 300 cm Radstand. Einziger Aufbau war ein Tourenwagen mit fünf Sitzen.
1916 gab es keine Änderungen.
1917 erschien der 29 HP. Sein Motor war mit 29 PS angegeben. Der Radstand war auf 318 cm verlängert worden. Zum fünfsitzigen Tourenwagen gesellten ein zweisitziger Roadster und eine fünfsitzige Touren-Limousine.
1918 gab es den Tourenwagen mit fünf Sitzen, einen Roadster mit vier Sitzen, eine Limousine mit sieben Sitzen und einen Victoria mit vier Sitzen.
Ab 1919 war die Motorleistung mit 29,6 PS angegeben. Der Radstand betrug nun 320 cm. Überliefert sind Roadster und Speedster mit jeweils vier Sitzen und ein Tourenwagen mit sieben Sitzen. Besonderheit war ein Oil Field Special, eine Mischung aus Roadster und Pick-up.
1920 waren Tourenwagen mit fünf und sieben Sitzen, Victoria mit fünf und sieben Sitzen, Roadster mit zwei und fünf Sitzen, Speedster mit vier Sitzen sowie der Oil Field Roadster erhältlich.

## Pkw-Modellübersicht
| Jahr      | Modell  | Zylinder | Leistung (PS) | Radstand (cm) | Aufbau |
| --------- | ------- | -------- | ------------- | ------------- | --- |
| 1914–1915 | 21,6 HP | 6        | 21,6          | 300           | Tourenwagen 5-sitzig |
| 1916      | 21,6 HP | 6        | 21,6          | 300           | Tourenwagen 5-sitzig |
| 1917      | 29 HP   | 6        | 29            | 318           | Tourenwagen 5-sitzig, Roadster 2-sitzig, Touren-Limousine 5-sitzig                                                                       |
| 1918      | 29 HP   | 6        | 29            | 318           | Tourenwagen 5-sitzig, Roadster 4-sitzig, Limousine 7-sitzig, Victoria 4-sitzig                                                           |
| 1919      | 29,6 HP | 6        | 29,6          | 320           | Roadster 4-sitzig, Tourenwagen 7-sitzig, Speedster 4-sitzig, Oil Field Special                                                           |
| 1920      | 29,6 HP | 6        | 29,6          | 320           | Tourenwagen 5-sitzig und 7-sitzig, Speedster 4-sitzig, Victoria 5-sitzig und 7-sitzig, Roadster 2-sitzig und 5-sitzig, Oil Field Special |

## Pkw-Produktionszahlen
Insgesamt entstanden 3902 Pkw, wie der nachfolgenden Auflistung zu entnehmen ist.
| Jahr  | Produktionszahl |
| ----- | --------------- |
| 1915  | 125             |
| 1916  | 275             |
| 1917  | 827             |
| 1918  | 1025            |
| 1919  | 827             |
| 1920  | 823             |
| Summe | 3902            |